# Индигова амазилия
Индиговата амазилия (Amazilia cyanifrons) е вид птица от семейство Колиброви (Trochilidae).

## Разпространение
Видът е разпространен в Колумбия.